# 伯麟
伯麟（1747年—1823年），瑚锡哈理氏，字玉亭，滿洲正黃旗人，清朝官员、兵部尚書。

## 生平
由翻译举人入仕，曾任雲貴總督（1804-1820）。嘉慶二十五年四月戊申（1820年6月3日），接替和世泰，擔任清朝兵部尚書，道光元年五月庚申（1821年6月10日）遷體仁閣大學士。由松筠接任。道光二年（1822年）六月伯麟休导致，次年去世，谥号文慎。

## 家庭
- 家族先辈可能有康熙朝兵部尚書喀代。

## 延伸阅读
[在维基数据编辑]
 《清史稿·卷343》，出自趙爾巽《清史稿》